# 立花通堅
立花 通堅（たちばな なおかた、寛保2年10月13日（1742年11月9日） - 安永7年10月24日（1778年12月12日））は、江戸時代の筑後国柳河藩士。柳河藩主立花貞俶の子で、藩主立花貞則、立花鑑通や交代寄合である山名義徳の異母弟。実母は江戸浅草生まれの“みね”（永林院）。同母姉に徳島藩主蜂須賀重喜正室の“つて”、谷田部藩主細川興晴正室の“まき”がいる。幼名は富十郎、通称は兵部。兄・鑑通より1字を受けて諱を通堅とする。養子に立花通尹（図書、後の立花鑑寿）。

## 経歴
寛保2年（1742年）に江戸藩邸において出生。宝暦7年（1757年）に通称を兵部と称し、江戸から柳川に下り、200石与えられて、家臣の列に加えられる。兄の鑑通の子、立花通尹（図書）を養子にする。通尹は後に兄で藩主家嗣子の立花鑑一の死去により藩主家に戻るが、これが藩主立花鑑寿である。
なお、「柳川市史別冊・図説立花家記」ｐ77において掲載される『立花貞俶名字状』（立花文書）は内容より通堅に与えたものである。